# Market Rasen
Market Rasen ist eine Marktstadt im District West Lindsey der englischen Grafschaft Lincolnshire. Sie hatte 2001 gemäß Volkszählung 3230 Einwohner. Market Rasen liegt 29 Kilometer östlich von Gainsborough, 22 Kilometer nordöstlich von Lincoln und 26 Kilometer südwestlich von Grimsby am Rande der Lincolnshire Wolds.

## Stadtbild und -geschichte
Market Rasen besitzt eine weitgehend homogene Ziegelstein-Architektur im georgianischen und viktorianischen Stil. Auf dem Marktplatz steht eine alte gotische Kirche. 
Mit dem 'Market Rasen Racecourse' besitzt Market Rasen eine bekannte Galopprennbahn. Außerdem ist der Ort bekannt für seine Rugby und Golf Clubs. Die Stadt hat eine eigene Zeitung, die wöchentliche Market Rasen Mail, die 1856 gegründet wurde. Die Zeitung wird von der Johnston Press herausgegeben. 
Am 27. Februar 2008 um 00:56 Uhr Ortszeit ereignete sich in der Region ein Erdbeben, dessen Epizentrum vier Kilometer nördlich von Market Rasen lag. Das Beben mit der Stärke 5,2 auf der Richterskala war selbst in Edinburgh, Plymouth, dem nordirischen Bangor sowie im niederländischen Haarlem zu spüren. Es handelte sich um das stärkste Beben im Vereinigten Königreich seit 1984.

## Verkehr
Market Rasen liegt an der A46 (Bath–Cleethorpes) und der A631, die zur A16 in Louth führt. Der örtliche Bahnhof an der Verbindungsbahn Grimsby – Lincoln – Newark wurde 1848 eröffnet und wird heute von East Midlands Railway betrieben. Der nächstgelegene Flughafen ist der 25 km nördlich gelegene Humberside Airport, wo auch Autobahnanschluss (M180) besteht.

## Schule und Bildung
Die einzige Schule in Market Rasen ist die De Aston School, die im Jahre 1863 gegründet wurde. Sie ist eine weiterführende Schule mit Schülern der 7. Klasse bis zur Sixth Form.  
De Aston ist auch eine Boarding School, die nebenher von ausländischen Studenten bewohnt wird. 

## Partnerstadt
- Mamers in Frankreich (lief im Januar 2017 aus[4])

## Persönlichkeiten
- John Conolly (1794–1866), Arzt für Psychiatrie